# Бізнес-аналіз
Бізнес-аналіз — це професійна дисципліна  визначення потреб бізнесу та визначення рішень для бізнес-проблем. 
Рішення часто включають компонент розробки програмного забезпечення, але також можуть включати вдосконалення процесів, організаційні зміни або стратегічне планування та розробку політики. Людина, яка виконує це завдання, називається бізнес-аналітиком 
Бізнес-аналітики працюють не лише над розробкою програмних систем. Але працюють в межах організацій, вирішуючи бізнес-проблеми, консультуючись із зацікавленими сторонами бізнесу. Хоча більшість роботи, яку сьогодні виконують бізнес-аналітики, пов’язана з розробкою програмного забезпечення. Їхня діяльність пов’язана з постійними масштабними змінами, які зазнають компанії в усьому світі у своїх спробах оптимізувати  та автоматизувати бізнес-процеси. 
Незважаючи на те, що залежно від організації існують різні визначення ролей, більшість бізнес-аналітиків мають схожі обов’язки:
- Досліджувати бізнес-системи, виходячи з цілісного бачення ситуації. Дослідження може включати вивчення елементів організаційної структури, питань розвитку персоналу, а також поточних бізнес-процесів та ІТ-систем.
- Оцінити дії щодо покращення роботи бізнес-системи. Це може вимагати перевірки організаційної структури та потреб у розвитку персоналу, щоб переконатися, що вони відповідають будь-якому запропонованому перепроектуванню процесу та розвитку ІТ-системи.
- Документувати бізнес-вимоги до підтримки ІТ-системи з використанням відповідних стандартів документації.

Відповідно до цього, роль бізнес-аналітика можна визначити як роль внутрішнього консультанта, який несе відповідальність за дослідження бізнес-ситуацій, виявлення та оцінку варіантів покращення бізнес-систем, визначення вимог та забезпечення ефективного використання інформаційних систем для задоволення потреб бізнесу.

## Методи

### Business Analysis Canvas
Business Analysis Canvas — це інструмент, який дає змогу бізнес-аналітикам швидко представити високорівневий огляд дій, які будуть виконані в рамках розподілу роботи з бізнес-аналізу. Зміст бізнес-аналізу розбито на декілька розділів.
- Мета проекту
- Зацікавлені сторони
- Доставка
- Вплив на цільову операційну модель
- Комунікаційний підхід
- Обов'язки
- Планування
- Ключові дати

У Canvas є дії та запитання, які бізнес-аналітик може поставити організації, щоб допомогти провести аналіз. 